# James Ingo Freed
James Ingo Freed (Essen, 23 juni 1930 - New York, 15 december 2005) was een Amerikaans architect van Duitse origine.
Freed immigreerde als negenjarige met zijn zus en ouders in de Verenigde Staten, vluchtend uit Nazi-Duitsland. Hij groeide op in Chicago en studeerde architectuur aan het Illinois Institute of Technology. Als startend architect werkte hij in Chicago en New York, waarbij hij ook enige tijd in dienst was bij Ludwig Mies van der Rohe. In 1956 vervoegde hij I. M. Pei, Henry N. Cobb en Eason H. Leonard in het New Yorks architectenbureau Pei Cobb Freed & Partners, toen nog onder de naam I. M. Pei & Associates.
In de late jaren zeventig werd hij beschouwd als een lid van een toonaangevende groep architecten, actief in Chicago en verbonden aan Illinois Tech, die aangeduid werden als de Chicago Seven en nam hij gedurende drie jaar het ambt op van decaan van de School of Architecture van zijn alma mater.
Freed verwierf binnen het kantoor I. M. Pei & Associates individueel bekendheid onder meer met de initiële bouw van het Jacob K. Javits Convention Center in New York, de San Francisco Main Public Library, het United States Air Force Memorial vlak naast het Pentagon in Arlington, Capella Tower in Minneapolis, de Ronald Reagan Building and International Trade Center en het United States Holocaust Memorial Museum, beide in Washington D.C. en de Los Angeles Convention Center Annex maar was ook betrokken bij meerdere andere projecten van het bureau.
In 1988 werd hij opgenomen in The National Academy of Design als geassocieerd lid, en werd gekozen als volwaardig Academician in 1994. Freed werd een laureaat van de National Medal of Arts in 1995.
- Bibliothèque nationale de France: cb125374194 (data)
- Gemeinsame Normdatei: 11932833X
- International Standard Name Identifier: 0000 0003 7467 9901
- Library of Congress Control Number: no90005172
- Nationale Bibliotheek van Israël: 987007281881805171
- Nederlandse Thesaurus van Auteursnamen: 268914184
- RKD-Nederlands Instituut voor Kunstgeschiedenis: 342748
- SNAC: w6q249gj
- Système universitaire de documentation: 245444343
- Union List of Artist Names: 500020924
- Virtual International Authority File: 95810051
- WorldCat: E39PBJbxxTB4DGkvrHxrTfcQMP